# André Duroméa
André Duroméa (* 5. September 1917 in Le Havre; † 16. März 2011 in Dieppe, Département Seine-Maritime) war ein französischer Politiker und Résistancekämpfer.

## Leben
Nach einer Ausbildung zum Schlosser wurde Duroméa 1938 Mitglied der Französischen Kommunistischen Partei (FKP).
Nach der Besetzung Frankreichs durch die Wehrmacht 1940 schloss er sich 1941 den Francs-tireurs et partisans an und kämpfte in Südwest-Frankreich. Duroméa erreichte in der Partisanenorganisation den Dienstrang eines lieutenant-colonel, bevor er verhaftet und in das KZ Neuengamme deportiert wurde. Von dort aus wurde er in das von Marine-Soldaten bewachte KZ Bahrsplate verbracht und musste für die Deutsche Schiff- und Maschinenbau Aktiengesellschaft auf der AG Weser Zwangsarbeit verrichten.
Nach der Befreiung kehrte er in seine Heimatstadt Le Havre zurück, wo er von 1947 bis 1959 für die FKP im Stadtrat saß. Von 1958 bis 1976 war er für den Kanton Le Havre-3 Mitglied des Generalrats des Départements Seine-Maritime. 1965 berief ihn der kommunistische Bürgermeister von Le Havre, René Cance, zu seinem Ersten Beigeordneten. 1971 wurde Duroméa bereits im ersten Wahlgang zum Bürgermeister der Stadt Le Havre gewählt. 1977 und 1986 wurde er erneut im ersten Wahlgang, 1989 im zweiten Wahlgang in seinem Amt bestätigt. 1994 übergab er das Amt an seinen Ersten Beigeordneten Daniel Colliard.
Von 1976 bis 1986 sowie von 1988 bis 1993 war Duroméa zudem Abgeordneter der Nationalversammlung, von 1986 bis 1988 gehörte er dem Senat an.

## Ehrungen

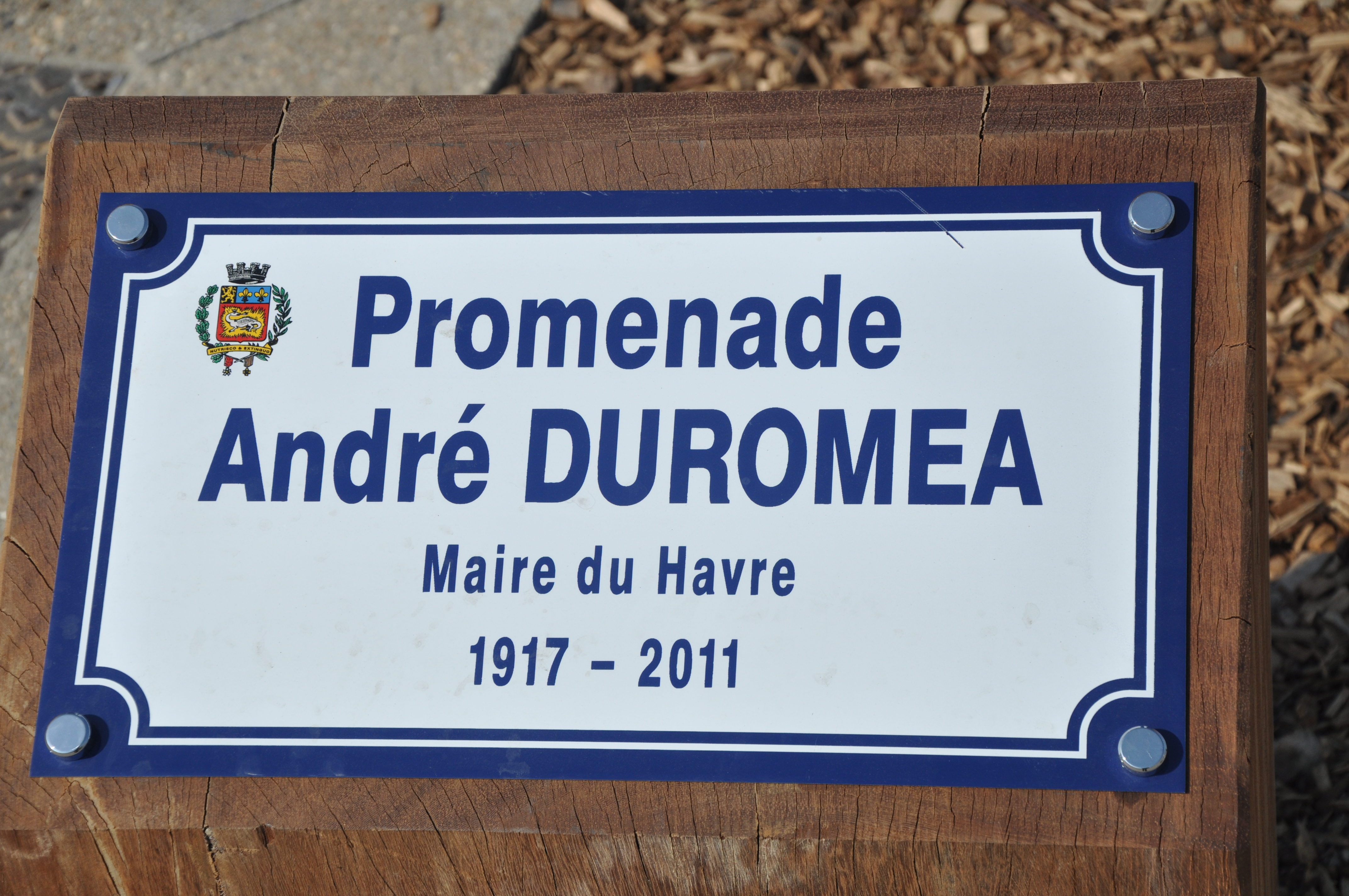
Promenade André Duroméa

- Am 28. Februar 1949 wurde André Duroméa für seine militärischen Leistungen während des Zweiten Weltkriegs zum Ritter, am 2. April 1999 zum Offizier und am 1. Januar 2006 zum Kommandeur der Légion d’honneur ernannt.
- Am 19. Mai 2012 wurde in Le Havre die neu anlegte Strandpromenade Promenade André Duroméa feierlich durch den Bürgermeister Édouard Philippe (UMP) und den kommunistischen Abgeordneten Daniel Paul im Beisein der Witwe Duroméas und seiner Tochter eröffnet[1][2].

## Schriften (Auswahl)
- André Duroméa raconte: la Résistance, la déportation, Le Havre. Éditions Sociales, Paris 1987.
- André Duroméa, un maire, un militant. Entretiens avec Jean-Jacques Lallemant. Le Temps des cerises, Pantin 2005.